# Discographie de Nightwish
 (août 2023).
La discographie de Nightwish se compose de neuf albums studio, de quatre albums live, de sept compilations. Le groupe s'est formé en 1996 par le principal compositeur et le claviériste du groupe Tuomas Holopainen, le guitariste Emppu Vuorinen et la première chanteuse, Tarja Turunen. Jukka Nevalainen occupe la batterie aux côtés de Sami Vänskä, qui rejoint le groupe en 1998 en tant que bassiste. Marco Hietala remplace Vänskä en 2002 prêtant sa voix sur quelques titres en plus de la basse. Tarja Turunen quitte le groupe en 2005 et est remplacée par Anette Olzon qui quittera le groupe en octobre 2012. Elle sera remplacée par Floor Jansen.

## Albums

### Albums studio
| Année | Album | Position dans les chartes | Position dans les chartes | Position dans les chartes | Position dans les chartes | Position dans les chartes | Position dans les chartes | Position dans les chartes | Position dans les chartes | Récompenses                     |
| Année | Album | ALL                       | AUT                       | FIN                       | FRA                       | NOR                       | P-B                       | SUE                       | SUI                       | Récompenses                     |
| 1997  | Angels Fall First - Sortie: 1er novembre 1997 - Label: Spinefarm - Format(s): CD, double vinyle                                                  | —                         | —                         | 31                        | —                         | —                         | —                         | —                         | —                         | - IFPI Platine                  |
| 1998  | Oceanborn - Sortie: 7 décembre 1998 - Label: Spinefarm - Format(s): CD, vinyle (simple & double)                                                 | 74                        | —                         | 5                         | —                         | —                         | —                         | —                         | —                         | - IFPI Platine X2               |
| 2000  | Wishmaster - Sortie: 19 mai 2000 - Label: Spinefarm, Drakkar - Format(s): CD, vinyle (simple & double)                                           | 21                        | —                         | 1                         | 66                        | —                         | —                         | —                         | —                         | - IFPI Platine X2               |
| 2002  | Century Child - Sortie: 24 mai 2002 - Label: Spinefarm, Century Media - Format(s): CD, vinyle (simple & double)                                  | 5                         | 15                        | 1                         | 32                        | 19                        | 41                        | 39                        | 50                        | - IFPI Platine X3               |
| 2004  | Once - Sortie: 7 juin 2004 - Label: Spinefarm, Nuclear Blast - Format(s): CD, vinyle (simple & double), Dualdisc                                 | 1                         | 4                         | 1                         | 9                         | 1                         | 11                        | 3                         | 4                         | - IFPI Platine X3 - ALL Platine |
| 2007  | Dark Passion Play - Sortie: 26 septembre 2007 - Label: Spinefarm, Nuclear Blast, Roadrunner - Format(s): CD (double & triple), DVD-Audio, vinyle | 1                         | 5                         | 1                         | 6                         | 7                         | 5                         | 4                         | 1                         | - IFPI Platine X4 - ALL Platine |
| 2011  | Imaginaerum - Sortie: 30 novembre 2011 - Label: Nuclear Blast, Roadrunner - Format(s): CD (double & triple), vinyle                              | 6                         | 9                         | 1                         | 33                        | 17                        | 24                        | 3                         | 3                         | - IFPI Platine X3 - ALL Or      |
| 2015  | Endless Forms Most Beautiful - Sortie: 27 mars 2015 - Label: Nuclear Blast, Roadrunner - Format(s): CD (double & triple), vinyle                 | 3                         | 4                         | 1                         | 12                        | 3                         | 3                         | 3                         | 2                         |                                 |
| 2020  | Human. :II: Nature. - Sortie: 10 avril 2020 - Label: Nuclear Blast - Format(s): CD (double & triple), vinyle                                     | 1                         | 2                         | 1                         | 53                        | 4                         | 4                         | 11                        | 2                         |                                 |
| 2024  | Yesterwynde Label : Nuclear Blast Format : CD |                           |                           |                           |                           |                           |                           |                           |                           |                                 |

### Albums Live
| Titre                                           | Année de sortie | Type              | Label                    | Note |
| ----------------------------------------------- | --------------- | ----------------- | ------------------------ | ---- |
| From Wishes to Eternity                         | 2001            | DVD               | Drakkar, Spinefarm       |      |
| End of an Era                                   | 2006            | DVD               | Nuclear Blast, Spinefarm |      |
| Made in Hong Kong (And in Various Other Places) | 2009            | CD                | Nuclear Blast            |      |
| Showtime, Storytime                             | 2013            | DVD; Vinyle LP x2 | Nuclear Blast            |      |

### Compilations
| Titre                                     | Année de sortie | Type                  | Label                        | Note                                                                                                |
| ----------------------------------------- | --------------- | --------------------- | ---------------------------- | --------------------------------------------------------------------------------------------------- |
| Wishmastour 2000                          | 2000            | Compilation collector | Spinefarm / XIII Bis Records | Sortie uniquement en France                                                                         |
| Nightwish, 1997 - 2001                    | 2001            | Album collector       | Spinefarm                    | Coffret de 4 CD contenant Angels Fall First, Oceanborn, Wishmaster et Over the Hills and Far Away . |
| Tales from the Elvenpath                  | 2004            | Album                 | Drakkar                      | |
| Best Wishes                               | 2005            | Album                 | Toy's Factory                | Sortie uniquement au Japon.                                                                         |
| Highest Hopes                             | 2006            | Album                 | Spinefarm, Universal music   | |
| Walking In The Air - The Greatest Ballads | 2011            | Album                 | Drakkar Records              | |

## Singles
| Année | Single                                                                        | Album                               | Label |
| ----- | ----------------------------------------------------------------------------- | ----------------------------------- | --- |
| 1997  | - The Carpenter                                                               | Angels Fall First (1997)            | - Spinefarm |
| 1998  | - Sacrament of Wilderness                                                     | Oceanborn (1998)                    | - Spinefarm |
| 1999  | - Walking in the Air - Sleeping Sun (Four Ballads of the Eclipse)             | Oceanborn (1998)                    | - Spinefarm - Drakkar |
| 2000  | - Deep Silent Complete                                                        | Wishmaster (2000)                   | - Spinefarm |
| 2002  | - Ever Dream - Bless the Child                                                | Century Child (2002)                | - Spinefarm - Drakkar, Spinefarm, NEMS Entreprises, Universal music                                                                                 |
| 2004  | - Nemo - Wish I Had an Angel - Kuolema Tekee Taiteilijan(Finlande uniquement) | Once (2004)                         | - Nuclear Blast, Spinefarm, NEMS Entreprises, Universal music, Roadrunner - Nuclear Blast, Spinefarm, NEMS Entreprises - Spinefarm, Universal music |
| 2005  | - The Siren - Sleeping Sun (nouvelle version)                                 | - Once (2004) - Oceanborn (1998)    | - Nuclear Blast, Spinefarm, NEMS Entreprises - Spinefarm, Universal music, Drakkar                                                                  |
| 2007  | - Eva(Internet) - Amaranth - Erämaan Viimeinen(Finlande uniquement)           | Dark Passion Play (2007)            | - Nuclear Blast, Spinefarm - Nuclear Blast, Spinefarm - Spinefarm                                                                                   |
| 2008  | - Bye Bye Beautiful - The Islander                                            | Dark Passion Play (2007)            | - Nuclear Blast - Nuclear Blast, Spinefarm |
| 2011  | - Storytime                                                                   | Imaginaerum (2011)                  | - Nuclear Blast, Spinefarm |
| 2012  | - The Crow, the Owl and the Dove                                              | Imaginaerum (2011)                  | - Nuclear Blast, Spinefarm |
| 2015  | - Elan - Endless Forms Most Beautiful                                         | Endless Forms Most Beautiful (2015) | - Nuclear Blast - Nuclear Blast |
| 2020  | - Noise                                                                       | HUMAN. :II: NATURE. (2020)          | - Nuclear Blast |

## Démo et EP (maxi-singles)
| Titre                                           | Année de sortie | Type | Label                             | Note                                                          |
| ----------------------------------------------- | --------------- | ---- | --------------------------------- | ------------------------------------------------------------- |
| Démo                                            | 1996            | Démo |                                   | Une démo incluant Nightwish, Etiäinen et The Forever Moments. |
| Over the Hills and Far Away                     | 2001            | EP   | Century Media, Drakkar, Spinefarm |                                                               |
| Made in Hong Kong (And in Various Other Places) | 2009            | EP   | Nuclear Blast                     |                                                               |

## Vidéographie

### Documentaires
| Titre                                           | Année de sortie | Type | Label                             | Note                                                                                 |
| ----------------------------------------------- | --------------- | ---- | --------------------------------- | ------------------------------------------------------------------------------------ |
| End of Innocence                                | 2003            | DVD  | Spinefarm, Drakkar, Century Media | Incluant quelques instants de concerts.                                              |
| A Day Before Tomorrow                           | 2006            | DVD  | Nuclear Blast, Spinefarm          | Sur le DVD End of an Era                                                             |
| Made in Hong Kong (And in Various Other Places) | 2009            | DVD  | Nuclear Blast                     | Documentaire de 37 minutes sur la tournée "Dark Passion Play World Tour" (2007-2009) |

## Principales reprises
| Titre                         | Auteur              | Support                                        |
| ----------------------------- | ------------------- | ---------------------------------------------- |
| Where Were You Last Night     | Ankie Bagger        | Single Wish I Had an Angel                     |
| High Hopes                    | Pink Floyd          | Album Highest Hopes / End of an Era            |
| Wild Child                    | W.A.S.P.            | DVD End of Innocence                           |
| Walking in the Air            | Howard Blake        | Album Oceanborn                                |
| The Phantom of the Opera      | Andrew Lloyd Webber | Album Century Child                            |
| Symphony of Destruction       | Megadeth            | Single The Siren                               |
| Over the Hills and Far Away   | Gary Moore          | EP Over the Hills and Far Away / End of an Era |
| Crimson Tide                  | Hans Zimmer         | DVD From Wishes to Eternity                    |
| Deep Blue Sea                 | Trevor Rabin        | DVD From Wishes to Eternity                    |
| The Heart Asks Pleasure First | Michael Nyman       | Single The Crow, the Owl and the Dove          |